# Tim Smyczek
Tim Smyczek (Milwaukee, 30 december 1987) is een Amerikaanse tennisser. Hij heeft nog geen ATP toernooi gewonnen, maar deed wel al mee aan Grand Slams. Hij stond één keer in de finale van een ATP-toernooi, en dit in het dubbelspel. Hij heeft zeven challengers in het enkelspel en twee challengers in het dubbelspel op zijn naam staan.

## Palmares

### Palmares enkelspel
| Nr.                  | Datum            | Toernooi        | Ondergrond    | Tegenstander in finale | Score          |
| -------------------- | ---------------- | --------------- | ------------- | ---------------------- | -------------- |
| Gewonnen challengers |                  |                 |               |                        |                |
| 1.                   | 2 april 2012     | Tallahassee     | Hardcourt     | Frank Dancevic         | 7-5, opg.      |
| 2.                   | 12 november 2012 | Champaign       | Hardcourt (I) | Jack Sock              | 2-6, 7-61, 7-5 |
| 3.                   | 10 november 2014 | Knoxville       | Hardcourt (I) | Peter Polansky         | 6-4, 6-2       |
| 4.                   | 7 februari 2015  | Dallas          | Hardcourt (I) | Rajeev Ram             | 6-2, 4-1, r    |
| 5.                   | 4 oktober 2015   | Tiburon         | Hardcourt     | Denis Kudla            | 1-6, 6-1, 7-67 |
| 6.                   | 5 november 2017  | Charlottesville | Hardcourt (I) | Tennys Sandgren        | 6-75, 6-3, 6-2 |
| 7.                   | 18 november 2017 | Champaign       | Hardcourt (I) | Bjorn Fratangelo       | 6-2, 6-4       |

### Palmares dubbelspel
| Nr.                          | Datum           | Toernooi        | Ondergrond    | Partner          | Tegenstanders in finale              | Score               | Details |
| ---------------------------- | --------------- | --------------- | ------------- | ---------------- | ------------------------------------ | ------------------- | ------- |
| Verloren finales herendubbel |                 |                 |               |                  |                                      |                     |         |
| 1.                           | 14 juli 2013    | ATP Newport     | Gras          | Rhyne Williams   | Nicolas Mahut Édouard Roger-Vasselin | 7-6(4), 2-6, [5-10] | Details |
| Gewonnen challengers         |                 |                 |               |                  |                                      |                     |         |
| 1.                           | 21 april 2008   | Baton Rouge     | Hardcourt     | Phillip Simmonds | Ryan Harrison Michael Venus          | 2-6, 6-1, [10-4]    |         |
| 2.                           | 3 november 2013 | Charlottesville | Hardcourt (I) | Steve Johnson    | Jarmere Jenkins Donald Young         | 6-4, 6-3            |         |

## Resultaten grote toernooien
| Legenda | Legenda                          |
| ------- | -------------------------------- |
| g.t.    | geen toernooi gehouden           |
| l.c.    | lagere categorie                 |
| –       | niet deelgenomen                 |
| G       | uitgeschakeld in de groepsfase   |
| 1R      | uitgeschakeld in de eerste ronde |
| 2R      | uitgeschakeld in de tweede ronde |
| 3R      | uitgeschakeld in de derde ronde  |
| 4R      | uitgeschakeld in de vierde ronde |
| KF      | uitgeschakeld in de kwartfinale  |
| HF      | uitgeschakeld in de halve finale |
| F       | de finale verloren               |
| W       | het toernooi gewonnen            |
| w-v     | winst/verlies-balans             |

### Enkelspel
| grandslamtoernooien  |      |      |     |      |      |      |     |      |      |      |
| Australian Open      | –    | –    | –   | 2R   | 1R   | 2R   | 2R  | –    | 2R   | –    |
| Roland Garros        | –    | 1R   | –   | –    | –    | 1R   | –   | –    | –    | –    |
| Wimbledon            | –    | –    | –   | –    | –    | 1R   | –   | –    | –    | –    |
| US Open              | 1R   | –    | 2R  | 3R   | 2R   | 1R   | –   | 1R   | 1R   | –    |
| ATP Masters 1000     |      |      |     |      |      |      |     |      |      |      |
| Indian Wells         | 1R   | 2R   | 1R  | 1R   | 2R   | 2R   | 1R  | –    | –    | –    |
| Miami                | –    | –    | –   | 1R   | –    | 2R   | 3R  | 1R   | –    | –    |
| Monte Carlo          | –    | –    | –   | –    | –    | –    | –   | –    | –    | –    |
| Rome                 | –    | –    | –   | –    | –    | –    | –   | –    | –    | –    |
| Madrid               | –    | –    | –   | –    | –    | –    | –   | –    | –    | –    |
| Montreal/Toronto     | –    | –    | –   | –    | 2R   | –    | 1R  | 1R   | –    | –    |
| Cincinnati           | –    | –    | –   | –    | –    | –    | –   | –    | –    | –    |
| Shanghai             | –    | –    | –   | –    | –    | –    | –   | –    | –    |      |
| Parijs               | –    | –    | –   | –    | –    | –    | –   | –    | –    |      |
| olympisch            |      |      |     |      |      |      |     |      |      |      |
| Olympische Spelen    | g.t. | g.t. | –   | g.t. | g.t. | g.t. | –   | g.t. | g.t. | g.t. |
| statistieken         |      |      |     |      |      |      |     |      |      |      |
| totaal aantal titels | 0    | 0    | 0   | 0    | 0    | 0    | 0   | 0    | 0    | 0    |
| eindejaarsranking    | 171  | 273  | 130 | 89   | 115  | 109  | 140 | 130  | 173  |      |

### Dubbelspel
| grandslamtoernooien  |      |      |     |      |      |      |   |      |      |      |
| Australian Open      | –    | –    | –   | –    | –    | –    | – | –    | –    | –    |
| Roland Garros        | –    | –    | –   | –    | –    | –    | – | –    | –    | –    |
| Wimbledon            | –    | –    | –   | 1R   | –    | –    | – | –    | –    | –    |
| US Open              | 2R   | –    | –   | –    | 3R   | 1R   | – | –    | –    | 1R   |
| ATP Masters 1000     |      |      |     |      |      |      |   |      |      |      |
| Indian Wells         | –    | –    | –   | –    | –    | –    | – | –    | –    | –    |
| Miami                | –    | –    | –   | –    | –    | –    | – | –    | –    | –    |
| Monte Carlo          | –    | –    | –   | –    | –    | –    | – | –    | –    | –    |
| Madrid               | –    | –    | –   | –    | –    | –    | – | –    | –    | –    |
| Rome                 | –    | –    | –   | –    | –    | –    | – | –    | –    | –    |
| Montreal/Toronto     | –    | –    | –   | –    | –    | –    | – | –    | –    | –    |
| Cincinnati           | –    | –    | –   | –    | 1R   | –    | – | –    | –    | –    |
| Shanghai             | –    | –    | –   | –    | –    | –    | – | –    | –    |      |
| Parijs               | –    | –    | –   | –    | –    | –    | – | –    | –    |      |
| olympisch            |      |      |     |      |      |      |   |      |      |      |
| Olympische Spelen    | g.t. | g.t. | –   | g.t. | g.t. | g.t. | – | g.t. | g.t. | g.t. |
| statistieken         |      |      |     |      |      |      |   |      |      |      |
| totaal aantal titels | 0    | 0    | 0   | 0    | 0    | 0    | 0 | 0    | 0    | 0    |
| eindejaarsranking    | 443  | —    | 463 | 182  | 250  | —    |   |      |      |      |